# Pseudobaeospora paulochroma
Pseudobaeospora paulochroma är en svampart som tillhör divisionen basidiesvampar, och som beskrevs av Cornelis Bas. Pseudobaeospora paulochroma ingår i släktet Pseudobaeospora, och familjen Squamanitaceae. Arten har ej påträffats i Sverige.